# Concerto pour piano no 2 de Rautavaara
Pour un article plus général, voir Concerto pour piano.
Pour les articles homonymes, voir Concerto pour piano (homonymie).

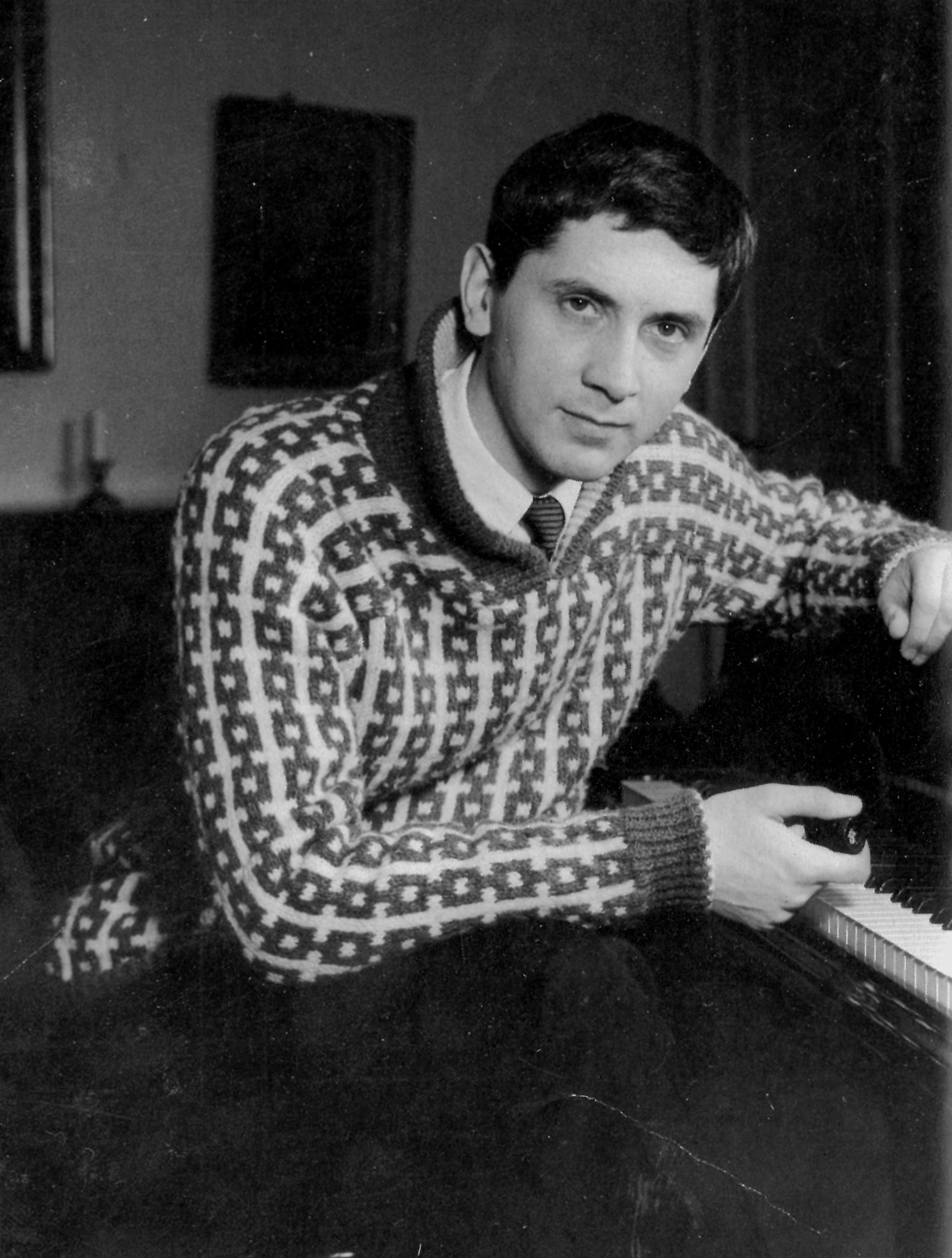
Einojuhani Rautavaara

Le Concerto pour piano no 2 a été écrit par Einojuhani Rautavaara en 1989. L'œuvre est en trois mouvements liés, avec un mouvement central lent plus long que les deux mouvements réunis qui l'encadrent. Bien que l'œuvre utilise la technique du sérialisme, le style d'écriture du piano est profondément enraciné dans la tradition romantique combinée avec le mysticisme de Rautavaara.

## Mouvements
Le concerto est en trois mouvements enchaînés, et dure environ 20-25 minutes.
- In Viaggio
- Sognando e libero
- Uccelli sulle passioni

## La structure
Le premier mouvement (In Viaggio) ouvre alors que le pianiste joue des phrases ondulantes et douces, accompagnées par des appels fragmentés des bois. Les cordes introduisent ensuite un thème passionné, mais le piano reprend bientôt le thème, qui monte de plus en plus haut. Les cordes passionnées réapparaissent, interrompues par des interventions rythmiques des cuivres et des percussions, et la musique arrive à son paroxysme. Le piano plonge vers les registres les plus graves, introduisant le mouvement lent (Sognando e libero).
Le piano commence seul en jouant une simple mélodie avec un accompagnement d'accords à la main gauche, et les cordes et les bois le rejoignent bientôt dans une atmosphère paisible. Le piano dialogue avec différents instruments de l'orchestre, mais la musique devient alors agitée, menant à un épisode central dans lequel le piano joue une sorte de toccata. La musique se fait parfois rude, parfois douce avec des sortes d'appels de cloches. L'agitation se calme rapidement et la tranquillité initiale revient avec un piano en solo jouant de manière très intérieure. Les interventions des cuivres, cependant, maintiennent un sentiment d'insécurité.
Le dernier mouvement (Uccelli sulle passioni) ouvre par un échange entre le piano, les castagnettes, et les pizzicatos des cordes. Les phrases ondulantes du piano et le thème passionné des cordes du premier mouvement reviennent, avec l'apparition de « chants d'oiseaux », joués dans les plus hauts registres du piano et aussi celle des bois jouant doucement. La passion se dissipe pour aboutir au silence après que les clarinettes ont donné leurs derniers « appels ».

## Enregistrements
- Laura Mikkola (pianiste), Orchestre symphonique de la radio néerlandaise (en), Eri Klas (chef), Naxos (label)
- Ralf Gothóni (pianiste), Orchestre symphonique de la MDR, Max Pommer (chef), Ondine (label)